# John Barrow (funzionario)
John Barrow (Dragley Beck, 19 giugno 1764 – 23 novembre 1848) è stato uno scrittore ed esploratore inglese.
Sir John, I baronetto di Barrow, membro della Royal Society, della Royal Geographical Society e dottore in legge fu uno statista britannico.

## Biografia
Nacque nel piccolo borgo di Dragley Beck, nel distretto di Ulverston, nel Lancashire. Iniziò a guadagnarsi da vivere come impiegato soprintendente di una fonderia di ferro a Liverpool e in seguito, ventenne, insegnò matematica in una scuola privata di Greenwich.
Tramite l'appoggio di Sir George Leonard Staunton, il cui figlio insegnava matematica, si unì alla prima ambasciata britannica in Cina nel 1792-94 come controllore della famiglia di Lord Macartney. Apprese in seguito una buona conoscenza della lingua cinese, sulla quale successivamente contribuì con interessanti articoli sul Quarterly Review; e il resoconto dell'ambasciata pubblicato da Sir George Staunton registrò molti degli importanti contributi di Barrow alla letteratura e alla scienza connesse con la Cina.
Sebbene Barrow avesse cessato di essere coinvolto ufficialmente negli affari cinesi dopo il ritorno dell'ambasciata nel 1794, si interessò molto a questi, e in alcune situazioni critiche venne consultato frequentemente dal governo britannico.
Nel 1797 accompagnò Lord Macartney, come segretario privato, nella sua importante e delicata missione d'installare il governo della recentemente acquisita colonia del Capo di Buona Speranza. A Barrow venne affidato il compito di riconciliare i boeri e i "cafri" e di esplorare l'interno del Paese. Di ritorno dal suo viaggio, durante il quale visitò ogni parte della colonia, venne nominato controllore-generale dei rapporti pubblici. Decise allora di stabilirsi in Sudafrica, sposò Anne Maria Trüter e nel 1800 acquistò una casa a Città del Capo. Ma l'abbandono della colonia in seguito alla pace di Amiens (1802) mandò all'aria i suoi piani. Ritornò in Inghilterra nel 1804, venne nominato Secondo Segretario dell'Ammiragliato dal Visconte Melville, una carica che mantenne per quarant'anni (al di fuori di un breve periodo nel 1806-07, quando andò al potere il governo Whig).
In particolare, quando Lord Grey divenne primo ministro nel 1830, Barrow venne specificamente sollecitato a rimanere al suo posto, dando inizio al principio secondo il quale gli anziani servitori civili rimangono in carica a un cambio di governo e servono lo stato in una maniera super partes. Infatti, è proprio mentre occupava questa carica che venne rinominato "Segretario Permanente".
Si meritò il rispetto e la confidenza di tutti gli undici primi lord che presiedettero successivamente l'Ammiragliato durante quel periodo, in particolare del re Guglielmo IV ai tempi in cui era alto ammiraglio, il quale lo onorò con doni di personale riguardo.
Mentre manteneva il suo posto all'Ammiragliato, Barrow fu un grande promotore dei viaggi e delle scoperte artiche, tra cui quelli di John Ross, William Edward Parry, James Clark Ross e John Franklin. Punta Barrow in Alaska venne chiamata così in suo onore. Si ritiene che sia stato colui che propose per primo Sant'Elena come nuovo luogo d'esilio per Napoleone Bonaparte in seguito alla battaglia di Waterloo del 1815.
Barrow ricevette, nel 1821, il grado di Dottore in Legge dall'università di Edimburgo. Nel 1835 Sir Robert Peel lo nominò baronetto.
Si ritirò dalla vita pubblica nel 1845 e dedicò tutto se stesso alla scrittura di una storia dei moderni viaggi di scoperta artici (1846), oltre ad una sua autobiografia, pubblicata nel 1847. Morì il 23 novembre 1848.
Il monumento a Sir John Barrow sulla Hoad Hill, che sovrasta la sua città natale di Ulverston, venne eretto in suo onore (anche se viene chiamato più comunemente Hoad).
Oltre ai numerosi articoli sul Quarterly Review già menzionati, Barrow pubblicò tra gli altri lavori:
- Travels in China (1804)
- Travels into the Interior of South Africa (1801-1804)
- Lives of Lord Macartney (1807), Lord Anson (1839), Lord Howe (1838).
- The Eventful History of the Mutiny and Piratical Seizure of H.M.S. Bounty: (1831) Its Cause and Consequences, cronaca dell'ammutinamento del Bounty

Fu uno dei primi membri del Raleigh Club di Londra.